# Fiction Factory
Fiction Factory war eine britische Pop-Band aus der schottischen Stadt Perth, die von 1983 bis 1987 existierte.

## Karriere
Die Band wurde im Jahr 1983 gegründet. Sie bestand aus dem Sänger Kevin Patterson, Gitarristen Chic Medley, dem Bassisten Graham McGregor, dem Keyboarder Eddie Jordan und dem Schlagzeuger Mike Ogletree, der zuvor bei den Simple Minds gespielt hatte.
Mit dem Titel (Feels Like) Heaven veröffentlichten Fiction Factory 1983 ihre erste Single, die ihr erster und größter Hit wurde. Sie erreichten damit in mehreren Ländern Top-10-Platzierungen (Platz 10 in Deutschland, Rang 2 in der Schweiz und Platz 6 in Großbritannien). Ihr erstes Studioalbum, Throw the Warped Wheel Out, erschien im Jahr 1984 und erreichte die deutschen und die Schweizer Charts. Mit der Folgesingle Ghost of Love konnten Fiction Factory noch einmal die Charts erreichen. In Deutschland stieg das Lied auf Platz 49, in Großbritannien auf Platz 64.
Das zweite Album Another Story und weitere Singles waren auf den Markt wenig erfolgreich, woraufhin sich die Band 1987 auflöste. Bis auf den Schlagzeuger Ogletree wandten sich anschließend alle Bandmitglieder vom Musikgeschäft ab, so arbeitet der Sänger Kevin Patterson beispielsweise heute in der IT-Abteilung der University of Dundee. Im Juli 2011 kam es nach 24 Jahren beim Rewind Festival in Henley-on-Thames in fast kompletter Originalbesetzung zu einer Wiedervereinigung von Fiction Factory für ein Konzert. Wiederum elf Jahre später erfolgte 2022 auf dem belgischen W-Festival ein erneuter gemeinsamer Auftritt.
Feels Like Heaven wurde 2002 fast gleichzeitig von Avalon Meets Mythos 'N DJ Cosmo und Dario G im Dancefloor-Stil, 2016 auch von den Manic Street Preachers, gecovert.

## Diskografie

### Alben
- 1984: Throw the Warped Wheel Out
- 1985: Another Story
- 1999: Feels Like Heaven (Kompilation)

### Singles
- 1983: (Feels Like) Heaven
- 1983: Ghost of Love
- 1984: All or Nothing
- 1985: Time Is Right
- 1985: Not the only One
- 1985: No Time
- 1985: Standing at the Top of the World